# Golčův Jeníkov
Golčův Jeníkov är en stad i Tjeckien.   Den ligger i regionen Vysočina, i den centrala delen av landet, 80 km öster om huvudstaden Prag. Golčův Jeníkov ligger 379 meter över havet och antalet invånare är 2 644.
Terrängen runt Golčův Jeníkov är lite kuperad, och sluttar norrut. Runt Golčův Jeníkov är det ganska glesbefolkat, med 34 invånare per kvadratkilometer. Närmaste större samhälle är Čáslav, 12,2 km nordväst om Golčův Jeníkov. Omgivningarna runt Golčův Jeníkov är en mosaik av jordbruksmark och naturlig växtlighet.